# Elina Brotherus
Elina Anneli Brotherus (* 29. April 1972 in Helsinki) ist Fotografin und Videokünstlerin. Sie lebt und arbeitet in Frankreich und Finnland. Schwerpunkt ihres Werkes sind Selbstporträts und Landschaftsaufnahmen.

## Kurzbiografie
- 1972 geboren in Helsinki
- 1997 MSc degree (Chemie) der Universität Helsinki
- 2000 MA degree der University of Art and Design Helsinki
- seit 1997 Ausstellungen in Europa, Asien und Amerika

## Preise
- 2000 Fotofinlandia Award
- 2001 Prix Mosaïque des Centre National de l’Audiovisuel, Luxemburg
- 2002 Selection Citibank Photography Prize
- 2003 Carnegie Art Award’s Young Artist’s Stipendium
- 2005 Nicéphore-Niépce-Preis

## Werk
- Das Mädchen sprach von Liebe (1997–1999)
- Suites Françaises 1 und 2
- The New Painting (2000–2004)
- Model Studies